# Fernando Alves Aldeia
Fernando Alves Aldeia OA (8 de outubro de 1925[carece de fontes?] - 20 de dezembro de 1993[carece de fontes?]) foi um administrador colonial português que exerceu o cargo de governador de Timor português entre 26 de fevereiro de 1972, com posse concedida pelo Chefe dos Serviços de Administração Civil, Júlio dos Santos Peixe, no Palácio do Governo do Timor português, e que contou com o Bispo de Díli, D. José Joaquim Ribeiro.

## Biografia
A 5 de junho de 1962 foi feito Oficial da Ordem Militar de Avis.
Segundo José Ramos-Horta o "Alves Aldeia era incansável. Parecia um político moderno, percorrendo o território numa campanha eleitoral, à caça de votos. [...] Alves Aldeia genuinamente se afeiçoava ao povo de Timor-Leste. Percorria o país de uma ponta à outra, viajando no seu 'landcruiser' ou a cavalo, visitando e pernoitando em aldeias onde nenhum homem branco havia chegado".
Entre o 11 de março e o 20 de abril de 1974, o tenente-coronel "Fernando Alves Aldeia" foi a Lisboa para ter reuniões com o ministro do Ultramar, Baltazar Rebelo de Sousa; e as direções-gerais deste departamento, o ministro da Defesa Nacional, Silva Cunha; e o ministro do Exército, Andrade e Silva. Entretanto, houve uma tentativa de levantamento militar no RI5, no dia 16 de março de 1974. Quando chegou a Díli, o tenente-coronel Alves Aldeia diz no seu discurso apresenta uma "crítica violenta" ao levantamento no RI5 "acusando de traição os militares envolvidos".
Na tarde de 26 de abril de 1974, na presença do 2.º comandante, tenente-coronel Dente, o CEM, António Arnão Metelo, o comandante da PSP (Polícia Segurança Pública), Magiollo, e o governador de Timor realizar uma pequena reunião com a Junta Consultiva e a Assembleia Legislativa, onde comunicam oficialmente que houve uma "alteração do poder" em Portugal.     
"Estava avisado do golpe, e depois de ouvir vários dias a rádio sem resultados, foi finalmente anunciado pela emissora de Hong Kong e comuniquei-o ao governador. Com a concordância redigi um comunicado em que se dizia que Timor se punha às ordens da JSN (Junta de Salvação Nacional)".
Permaneceu até ao dia 15 de julho de 1974, tendo sido antecedido por José Nogueira Valente Pires e sucedido pelo Comandate Militar de Timor, o tenente-coronel Níveo José Ramos Herdade, Encarregado do Governo, durante o ano de 1974.
É aceite a exoneração do governador do Timor português, coronel Fernando Alves Aldeia, no dia 12 de setembro de 1974. Passou à reserva do exército, em 14 setembro de 1974.
Fruto da nova mudança política, emergiu na colónia o Movimento das Forças Armadas (MFA), dirigido pelo António Arnão Metelo. As suas primeiras ações orientaram-se em dois sentidos, por um lado ao exigir o rigoroso cumprimento do Programa do Movimento das Forças Armadas garantindo as liberdades públicas, impulsionando especialmente o surgimento das forças políticas, e por outro entrevistando-se com as autoridades indonésias, para lhes garantir que após o golpe de Estado de Lisboa não haveria mudanças geoestratégicas na área que pudessem pôr em perigo a integridade do seu país.